# Наградная монета

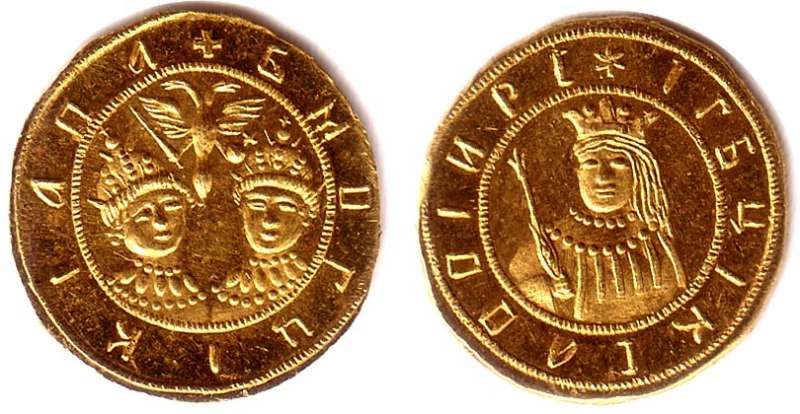
Новодельный наградной червонец Петра I и Ивана V. Вручался за крымские походы 1689 года

Наградная монета — монета, которую вручали в качестве награды или признания заслуг, в том числе за военную доблесть. Наибольшее распространение наградные монеты получили в IX—XVII веках.
Первой на Руси наградой считается награждение воеводы Александра Поповича золотой гривной князем Владимиром за победу летом 1000 года над войсками половцев под предводительством Володаря.
Изначально, при зарождении наградной системы, награда было по своему смыслу ближе к понятию «вознаграждение» (премия).
Вес, проба и металл наградной монеты устанавливался в соответствие с монетной стопы монет денежного обращения (или был кратен им).
Используемый металл:
- золото;
- серебро;
- медь.

Чеканка наградных золотых монет, отвечающих по весовому стандарту европейских золотым монетам, была начата Иваном III в XV веке.
В такой форме развивалась наградная система. Позднее награды стали иметь форму медалей, орденов и т. д.
В современных условиях монеты в качестве наград не используются.
Разновидность наградной монеты — клиппа.